# 亞微
亞微（?—商紂王六十一年），墨胎氏，名初，字子朝，伯夷之父，孤竹國的第八任國君。

## 生平
其父父丁孤竹國第七任國君，擔任殷商的貞人和司卜，官至亞官，故稱「亞丁」。後來亞丁薨逝時，亞微正式成為孤竹國的第八任國君，同時承襲其父的官職。在位時，曾經想要以其三子叔齊為繼承人，叔齊不願得到君位，伯夷也不願違背父意，最後伯夷和叔齊雙雙出走，離開了孤竹國，國人擁立其次子仲憑為國君，不久仲憑擔任殷紂王的亞官。

## 家庭
兒子
- 伯夷，長子。
- 仲憑，次子，在伯夷和叔齊離開孤竹國時，被國人擁立。
- 叔齊，三子。